# Geschützter Landschaftsbestandteil Siepen mit Feldgehölz
Der Geschützte Landschaftsbestandteil Siepen mit Feldgehölz mit 2,96 Hektar Flächengröße liegt südöstlich von Oelinghauser Heide im Stadtgebiet von Arnsberg im Hochsauerlandkreis. Die Fläche wurde 1998 mit dem Landschaftsplan Arnsberg durch den Kreistag des Hochsauerlandkreises als Geschützter Landschaftsbestandteil (LB) mit einer Flächengröße von 1,76 Hektar ausgewiesen. 2021 wurde der LB bei der Neuaufstellung des Landschaftsplans deutlich vergrößert erneut ausgewiesen.

## Beschreibung
Beim LB handelt es sich um einen naturnahen Bach mit Ufergehölz, Feldgehölzbereichen Feuchtgrünland begleitet. Größere Bereiche vom Feldgehölz sind von Eichen dominiert.
Der Landschaftsplan führte 1998 zum Wert des LB aus: „Lokale Bedeutung für die Belebung und Gliederung des Landschaftsbildes sowie für die Biotopvernetzung; Sicherung der Leistungsfähigkeit des Naturhaushaltes durch Erhaltung naturnaher Fließgewässer-Biotope; Fläche von faunistischer Bedeutung.“
Der Landschaftsplan führte 2021 bei der Neuaufstellung zum Wert des LB aus: „Die Fläche hat Bedeutung als Verbindungsbiotop und dient gleichzeitig der Belebung und Gliederung des Landschaftsbildes.“

## Schutzgrund, Verbote und Gebote
Der Geschützte Landschaftsbestandteile haben laut Landschaftsplan eine besondere Funktion für die Gliederung und Belebung des Landschaftsbildes bzw. des umgebenden Offenlandes. Es kommt solchen Objekten in der Regel eine erhöhte Bedeutung als Bruthabitat für Hecken- und Gebüschbrüter zu. Laut Landschaftsplan sind Geschützte Landschaftsbestandteile im Plangebiet durch seinen eigenständigen Charakter deutlich von der sie umgebenden „normalen“ Wald- und Feld-Landschaft zu unterscheiden.
Wie bei allen LB ist es verboten diese zu beschädigen, auszureißen, auszugraben oder Teile davon abzutrennen oder auf andere Weise in seinem Wachstum oder Erscheinungsbild zu beeinträchtigen. Unberührt ist jedoch die ordnungsgemäße Pflege eines LB.
Das LB soll laut Landschaftsplan „durch geeignete Pflegemaßnahmen erhalten werden, solange der dafür erforderliche Aufwand in Abwägung mit ihrer jeweiligen Bedeutung für Natur und Landschaft gerechtfertigt ist.“